# 文泰一
文泰一（羅馬化：Moon Tae-il；1994年6月14日—），藝名泰一，韓國男歌手。2016年4月，以NCT U成員身份出道。2016年7月，以子團NCT 127成員出道。2024年8月28日，SM娱乐表示泰一涉性犯罪被起诉并立案调查，退出NCT；同年10月15日，与SM娱乐解除專屬合約。

## 早年及背景
文泰一1994年6月14日出生於首爾東大門區長安洞 ，家中除了父母，還有一位妹妹。
2013年，19歲的泰一在青少年歌謠祭典被SM娛樂星探發掘並通過試鏡；當時的泰一已經以407:1的競爭率錄取了漢陽大學校，深思熟慮一星期後泰一決定要去大學，後因SM娛樂不停的邀約，加上高中老師給予鼓勵，最終改變主意加入SM娛樂開始了三年半左右的練習生生活。

## 演藝事業

### 2013年-2016年：練習生時期
2015年10月13日被公開為SM娛樂預備明星組合SM ROOKIES成員。在正式成為公開練習生前，泰一已經多次參與SM娛樂各種企劃活動。
2013年12月，參加SMTOWN WEEK演唱會開場表演。
2014年10月，為EXO專屬綜藝《EXO 90:2014》翻唱金民教的《最後的勝負》。
2015年8月15日起，參加由SMTOWN THEATRE特別企劃的定期公演《SMROOKIES SHOW》。
2016年1月27日，為KBS電視劇《生意之神－客主2015》演唱OST《只有一个人（단 한 사람）》。

### 2016年-2020年：NCT出道
2016年4月9日，隨NCT U前往中國出席第十六屆音樂風云榜年度盛典，首次展示《Without You》舞台，作為NCT成員正式出道，4月10日，發行該首單曲。4月15日，出演KBS《音樂銀行》，正式開展韓國活動。
7月3日，公開為NCT首爾小分隊NCT 127成員。7月7日，隨組合發布首張迷你專輯《NCT #127》的主打曲《Fire Truck》，並出演Mnet《M Countdown》，二次出道。
12月30日，泰一與其他 SM 藝人一同參與慈善歌曲《心聲(너의 목소리)》，歌曲所獲收入捐贈給Smile for U來支持越南兒童的音樂創作。
2017年8月7日，和泰容、道英參與了KBS韓劇《School 2017》OST，演唱《Stay in My Life》。
2018年1月12日，和道英、在玹參與了SM STATION第二季，發表了練習生時期曾經在《SMROOKIES SHOW》展示過《Timeless》。
1月30日，和道英為KBS 韓劇《Radio Romance》演唱同名OST《Radio Romance》。
9月7日，和在玹參與網路電影《獨孤Rewind》OST《New Dream》。
2019年3月30日，參與新人歌手Sohlhee出道曲，兩人合唱歌曲《Purple(보라색)》。
11月17日，以面具「King Card」出演MBC音樂綜藝節目蒙面歌王，演唱了白藝潾的《穿越宇宙》和Maktub的《致今天閃耀的你》。
12月13日，和道英、在玹、楷燦參與了 STATION X 4 LOVEs for Winter發行歌曲《Coming Home》。

### 2021年-2024年：吉尼斯世界紀錄保持者
2021年4月11日，與歌手文秀珍合作，兩人合唱歌曲《那月(저달)》。
6月6日，泰一參與韓國歌手金民基的致敬專輯《晨露50週年紀念專輯》，演唱《美麗的人(한름다운 사람)》。並與多位藝術家共同演唱《Morning Dew》。
7月6日，以用戶名@mo.on_air開通Instagram賬戶，在發布第一篇帖子後僅用1小時45分鐘達成100萬關注者，創下Instagram關注者最快突破100萬的新記錄，被載入吉尼斯紀錄。
10月11日，參與DJ Raiden發行的首張EP，與說唱歌手Lil Boi一同合作了同名主打歌《Love Right Back》，並出演 M Countdown和人氣歌謠打歌舞台。
12月27日，參與家族冬季專輯《2021 Winter SMTOWN : SMCU EXPRESS》，和前輩圭賢、溫流一同演唱歌曲《Ordinary Day》。
2022年2月13日，為tvN韓劇《二十五，二十一》演唱OST《Starlight》，此曲隨著戲劇的熱播，因而入圍了2022年首爾歌謠大賞OST獎。
7月19日，參與『NCT LAB』與錕及揚揚一同演唱《Rain Day》。
12月26日，參與家族冬季專輯《2022 Winter SMTOWN : SMCU PALACE》，和安七炫、藝聲、Suho、仁俊一同演唱《Happier》。
2023年2月9日，演唱Netflix原創韓國劇集戀愛大戰OST《Lovey Dovey》。
6月13日，透過NCT官方推特宣布開設了個人YouTube頻道“탤문”，並於隔日正式上傳第一首COVER作品。
8月15日，泰一於結束工作行程，返家的路上發生交通事故，造成右大腿骨折，故中斷大部分日程，集中精力進行治療和恢復。
8月30日，在NCT 127的紀錄片節目《 NCT 127: THE LOST BOYS 》中發行了 自作曲《Will Be》。
9月7日，『NCT LAB』發表泰一、楷燦兩人參與作詞和作曲的《N.Y.C.T》。
9月22日，為Netflix原創韓國劇集盜賊之歌演唱OST《Bandit》。
2024年2月4日，為tvN週末電視劇魅惑之人獻唱OST《Wave》。
3月12日，參與製作人沈賢寶《About Love》他和她的愛情故事項目企劃，翻唱歌曲《묘해,너와(Weird)》。
5月11日，為MBN週末迷你劇世子消失了獻唱OST《Stay By My Side》。

### 2024年：陷入風波，退出團體並與SM娛樂解約
8月28日，SM娱乐于立场文中表示：確認了泰一在性犯罪相關刑事案件中被起訴的事實。對此，在了解事實情況的過程中，意識到該事件非常嚴重，判斷泰一無法再繼續進行團隊活動，在與泰一討論後決定作出退團決定。
同日，首尔方背警察署表示，泰一作为性犯罪嫌疑人，已立案调查。
10月16日，SM娱乐發佈公告，已於15日與泰一解除合約。

## 涉嫌性犯罪
2024年8月28日，首尔方背警察署表示，泰一作为性犯罪嫌疑人，已立案调查。
2024年9月13日，首尔方背警察署进一步表示，于6月收到受害者举报，将泰一立案，且于8月28日为第一次传唤调查，並已于9月12日将泰一不拘留移送首尔中央地检。
2024年10月7日，据朝鲜日报独家报导，泰一是因涉“特殊准强奸罪”受警方调查。
2025年3月4日，据韩国日报独家报导，首尔中央地检女性儿童犯罪调查1部已于上個月28日以“特殊准强奸罪”将泰一與2名共犯移交审判，並被指控于去年6月对醉酒的女性进行性侵犯。
2025年7月10日，首爾中央地方法院進行了一審宣判，判處文泰一等3人各3年6個月有期徒刑並當庭收押。此外，被要求完成40小時的性暴力治療計劃、公開個人資訊，以及5年內不得在兒童、青少年相關機構工作。

## 音樂作品
所屬團體之共同作品，請參閱 NCT音樂作品列表

### 合作/客串歌曲
| 年份   | 發布日期 | 歌曲名稱           | 專輯/企劃                         | 合作歌手                               |
| ------ | -------- | ------------------ | --------------------------------- | -------------------------------------- |
| 2016年 | 12月30日 | 너의 목소리        | SM STATION                        | 藝聲、Sunny、Luna、Seulgi、Wendy、道英 |
| 2018年 | 1月12日  | 텐데..（Timeless） | SM STATION 第二季                 | 道英、在玹（NCT U名義）                |
| 2019年 | 3月30日  | Purple             | Purple                            | SOHLHEE                                |
| 2019年 | 12月13日 | Coming Home        | STATION X 4 LOVEs for Winter      | 道英、在玹、楷灿（NCT U名義）          |
| 2021年 | 4月11日  | The Moon           | The Moon                          | 文秀珍                                 |
| 2021年 | 6月6日   | 아름다운 사람      | 晨露50週年, 獻禮金珉基 Vol.1      | -                                      |
| 2021年 | 6月28日  | 아침이슬           | 晨露50週年, 獻禮金珉基 Vol.4      | 尹鍾信、Wendy…等35位                   |
| 2021年 | 10月11日 | Love Right Back    | Love Right Back                   | Raiden                                 |
| 2021年 | 12月27日 | Ordinary Day       | 2021 Winter SMTOWN : SMCU EXPRESS | 圭賢、溫流                             |
| 2022年 | 7月19日  | Rain Day           | NCT LAB                           | 錕、揚揚（NCT U名義）                  |
| 2022年 | 12月26日 | Happier            | 2022 Winter SMTOWN : SMCU PALACE  | 安七炫、藝聲、SUHO、仁俊               |
| 2023年 | 9月7日   | N.Y.C.T            | NCT LAB                           | 楷灿（NCT U名義）                      |
| 2024年 | 3月12日  | 묘해,너와（Weird） | 묘해,너와                         | -                                      |

### 音樂原聲帶（OST）
| 年份   | 發布日期 | 歌曲名稱        | 影視名稱                  | 合作歌手               |
| ------ | -------- | --------------- | ------------------------- | ---------------------- |
| 2016年 | 1月27日  | 단 한 사람      | KBS《生意之神－客主2015》 | -                      |
| 2017年 | 8月7日   | Stay In My Life | KBS《學校2017》           | 泰容、道英 （NCT名義） |
| 2018年 | 1月30日  | Radio Romance   | KBS2 《Radio Romance》    | 道英（NCT U名義）      |
| 2018年 | 9月7日   | New Dream       | 網路電影《獨孤Rewind》    | 在玹（NCT U名義）      |
| 2022年 | 2月13日  | Starlight       | tvN《二十五，二十一》     | -                      |
| 2023年 | 2月9日   | Lovey Dovey     | Netflix《戀愛大戰》       | -                      |
| 2023年 | 9月22日  | Bandit          | Netflix《盜賊之歌》       | -                      |
| 2024年 | 2月4日   | Wave(波浪)      | tvN《魅惑之人》           | -                      |
| 2024年 | 5月11日  | Stay By My Side | MBN《世子消失了》         | -                      |

### 創作作品
泰一（태일）於韓國音樂著作權協會登錄號为10039848。
| 年份   | 發佈日期 | 歌曲名稱                  | 演唱者             | 專輯/企劃             | 作詞 | 作曲 | 編曲 |
| ------ | -------- | ------------------------- | ------------------ | --------------------- | ---- | ---- | ---- |
| 2023年 | 8月30日  | WILL BE                   | 泰一               | NCT 127:THE LOST BOYS | o    | o    |      |
| 2023年 | 9月7日   | N.Y.C.T                   | NCT U (泰一、楷燦) | NCT LAB               | o    | o    |      |
| 2023年 | 10月6日  | Love Is a Beauty(별의 시) | NCT 127            | Fact Check            | o    |      |      |

## 影視作品
所屬團體之共同作品，請參閱NCT影視作品列表

## 外部連結
- 文泰一的Instagram帳戶
- 泰一的YouTube頻道